# Hasan Zyko Kamberi
Hasan Zyko Kamberi (ur. w XVIII w. we wsi Starja, Okręg Kolonja, data śmierci nieznana) – albański poeta.

## Życiorys
Urodził się w małej wsi u podnóża gór Grammos. W 1789 brał udział w bitwie pod Smederevem (wojna austriacko-turecka) jako podkomendny Alego Paszy z Tepeleny. W opinii kanadyjskiego albanisty Roberta Elsiego należał do bektaszytów.

## Twórczość
Jeden z poetów określanych pojęciem Bejtexhinj – twórców związanych z tradycją islamską, piszących w dialektach albańskich, ale przy użyciu arabskiego alfabetu. Największe jego dzieło - licząc 200 stron zbiór wierszy (mexmua) nie zachował się do naszych czasów. Zachował się krótki mevlud (poemat religijny o narodzinach proroka Mahometa), 10 wierszy religijnych i ponad 50 wierszy o tematyce świeckiej.
W jednym ze swoich utworów (Sefer-i hümâyûn) nawiązywał do swoich doświadczeń z bitwy pod Smederevem, przedstawiając cierpienia, jakie ta bitwa wywołała. W innych utworach przedstawiał nieszczęścia, których doznał w czasie swojego życia, a także współczesną obyczajowość ludności wiejskiej. W utworze Paraja (Pieniądze) przedstawił wady systemu feudalnego w ujęciu satyrycznym. Twórczość Kamberiego odkrył działacz narodowy Thimi Mitko, a jego utwory po raz pierwszy opublikowano w roku 1937.
Grób Kamberiego we wsi Starje z czasem przekształcono w świątynie bektaszycką. Imię Kamberiego nosi jedna z ulic w tirańskiej dzielnicy Paskuqan, a także szkoła w Lipljanie.